# Pablo Bertone
Pablo César Bertone (Arroyito, 29 marzo 1990) è un cestista argentino con cittadinanza italiana.

## Palmarès
- Campionato islandese: 1

Valur: 2021-22
- Coppa d'Islanda: 1

Valur: 2022-23
- Supercoppa d'Islanda: 1

Valur: 2022